# Calamoptera
Calamoptera is een geslacht van rechtvleugeligen uit de familie sabelsprinkhanen (Tettigoniidae). De wetenschappelijke naam van dit geslacht is voor het eerst geldig gepubliceerd in 1861 door Saussure.

## Soorten
Het geslacht Calamoptera omvat de volgende soorten:
- Calamoptera grandis Beier, 1962
- Calamoptera imhoffiana Saussure, 1861
- Calamoptera immunis Walker, 1870
- Calamoptera lydiamarthae Piza, 1980